# Canon EOS-1Ds Mark II
La Canon EOS-1Ds Mark II è una fotocamera reflex digitale (DSLR) professionale presentata dalla Canon il 21 settembre 2004. È una macchina con sensore a pieno formato ed ha rappresentato il modello di punta Canon EOS fino all'aprile 2007. La risoluzione è di 16,7 megapixel su sensore CMOS. Al momento della sua introduzione la EOS-1Ds Mark II aveva il più alto numero di pixel tra le fotocamere SRL digitali in formato 35 mm. Come da tradizione Canon per le fotocamere di fascia professionale, è estremamente robusta e completamente tropicalizzata.
Sono presenti un sistema autofocus a 45 punti, un pentaprisma fisso che permette di vedere il 100% dell'area inquadrata ed un display LCD da 2".
Nell'agosto 2007 Canon annuncia il modello successivo: EOS-1Ds Mark III.